# Stacy (film)
Stacy (ステーシー?, Stacy), conosciuto anche come Stacy: Attack of the Schoolgirl Zombies, è un film del 2001, diretto da Naoyuki Tomomatsu, tratto dal romanzo di Kenji Otsuki.

## Trama
In un imprecisato futuro, un virus colpisce le ragazze tra i 15 e i 17 anni, provocando in loro un'euforia insolita, denominata "Near Death Happiness", quindi le uccide e le trasforma in "Stacy", ovvero degli zombi. Per fronteggiare le "Stacy", l'umanità ha creato delle squadre speciali di riuccisione, chiamate "Romero", che uccidono definitivamente le "Stacy", facendole a pezzi.
Un artista conosce una ragazza in età critica per essere attaccata dal virus, ma ancora sana. I due si innamorano, nonostante l'uomo sia conscio dell'ormai prossima morte della ragazza, che inizia a subire i segni della malattia e viene attaccata dalla "Near Death Happiness".
Intanto un dottore studia il virus, usando come cavie alcune "Stacy", e scopre che è dovuto alla "Butterfly Twinkle Powder", una polvere che si accumula sulla pelle delle ragazze, mentre la televisione trasmette degli spot pubblicitari nei quali si reclamizza una sega elettrica da usare per fare a pezzi le "Stacy", e un trio di ragazze in età da contagio, vestite vistosamente, cerca di anticipare le squadre di riuccisione, cercando le "Stacy" e facendosi pagare per ucciderle.

## Citazioni e riferimenti
- In un dialogo del film vengono menzionati Zombi e Il giorno degli zombi, diretti da George Romero nel 1978 e nel 1985. Il regista viene inoltre omaggiato con il nome dato alle squadre di riuccisione, "Romero".
- La sega elettrica pubblicizzata alla TV si chiama Blues Campbell's right hand, un riferimento all'attore Bruce Campbell e al suo celebre ruolo di Ash, interpretato nella serie La casa, tre film diretti da Sam Raimi tra il 1981 e il 1992.